# Iugoslávia nos Jogos Olímpicos de Verão de 1960
Atletas da República Federal Socialista da Iugoslávia competiram nos Jogos Olímpicos de Verão de 1960 em Roma, Itália. A Iugoslávia havia conquistado a medalha de prata no futebol nas três edições anteriores e finalmente conseguiu o ouro em Roma.

## Medalhistas
| Medalha          | Nome | Esporte | Evento                           |
| ---------------- | --- | ------- | -------------------------------- |
| Medalha de ouro  | Andrija Anković Vladimir Durković Milan Galić Fahrudin Jusufi Tomislav Knez Borivoje Kostić Aleksandar Kozlina Dusan Maravić Željko Matuš Željko Perušić Novak Roganović Velimir Sombolac Milutin Šoškić Silvester Takač Blagoje Vidinić Ante Žanetić | Futebol | Competição masculina             |
| Medalha de prata | Branislav Martinović | Lutas   | Greco-romana masculina peso leve |

## Resultados por Evento

### Atletismo
Maratona masculina
- Franjo Škrinjar
→ 2:21.40 (10° lugar)
- Franjo Mihalić
→ 2:21:52 (12° lugar)